# Aeroportul Foggia „Gino Lisa”
Aeroportul Foggia „Gino Lisa” (IATA: FOG, ICAO: LIBF) este un aeroport din Foggia, Provincia Foggia, Apulia, Italia ce deservește zona Foggia. Aeroportul a fost tranzitat în 2023 de 48.972 de pasageri. A fost deschis în 1915 și numit după zona deservită.
Situat la o altitudine de 109 m, aeroportul dispune de 1 pistă. Este operat de Aeroporti di Puglia⁠(d).

## Infrastructură

### Piste
Aeroportul dispune de o singură pistă. Pista 15/33 are suprafața de asfalt și dimensiunile 1.795 m × 47 m. 